# Orthosiphon lanatus
Orthosiphon lanatus là một loài thực vật có hoa trong họ Hoa môi. Loài này được Doan ex Suddee & A.J.Paton mô tả khoa học đầu tiên năm 2005.